# 敦克爾克狂歡節

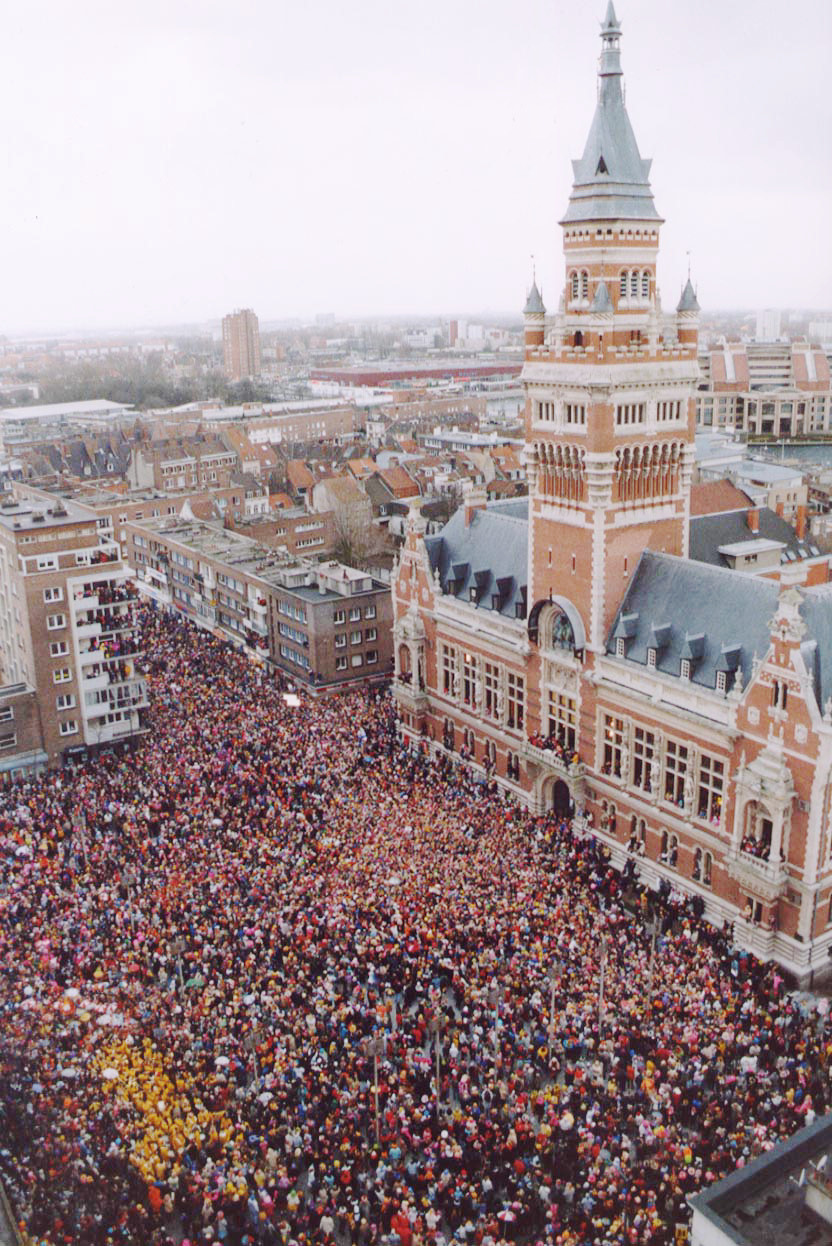
敦克爾刻市政府廣場, 2004

敦克爾刻狂歡節（法文：Carnaval de Dunkerque）是一個位在法國諾爾省敦克爾克的嘉年華活動，由敦克爾克以及周圍的幾個小城市共同組成，通常為期一至二週。最早的敦克爾克狂歡節於1676年開始，是當時的漁民在即將出海六個月前的最後一次狂歡，期間內會有許多舞會、表演以及盛裝打扮的嘉年華遊行。

## 簡介
參加此狂歡節的人們通常被稱為Carnavaleux，他們穿著各種稀奇古怪的變裝服和不同的團隊主題，狂歡節的人們會跟隨在一個主要長號手率領的樂隊後方，絡繹不絕地穿梭在街道上。在晚上，會伴隨著狂歡節的混合歌曲歡慶狂歡節集結在城市中特定的集合點，同時在這期間，也可以聽到許多平時不會聽到的敦克爾刻當地方言。
按照當地習俗，四旬齋（Mardi Gras）的最後一天，男人要穿著女人的衣服，女人穿著男人的衣服，化裝後的男男女女們繞城遊行。而市政廳的陽台上，市長和一些政府人員會朝人群扔500公斤燻鯡魚。燻鯡魚現在用塑料袋真空包裝，這樣更衛生，人們就可以在家煮魚了。

## 照片集

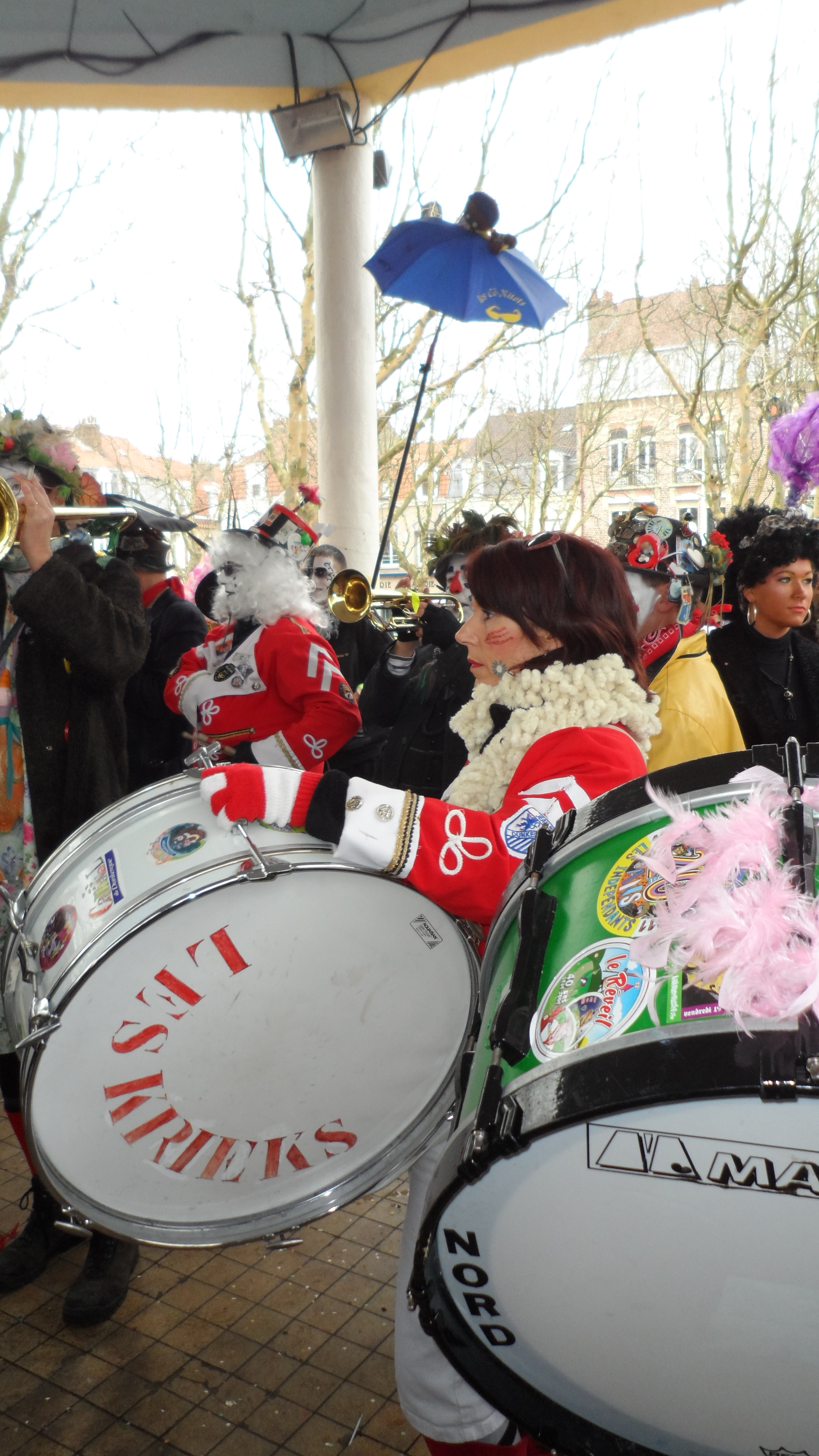
大鼓鼓手
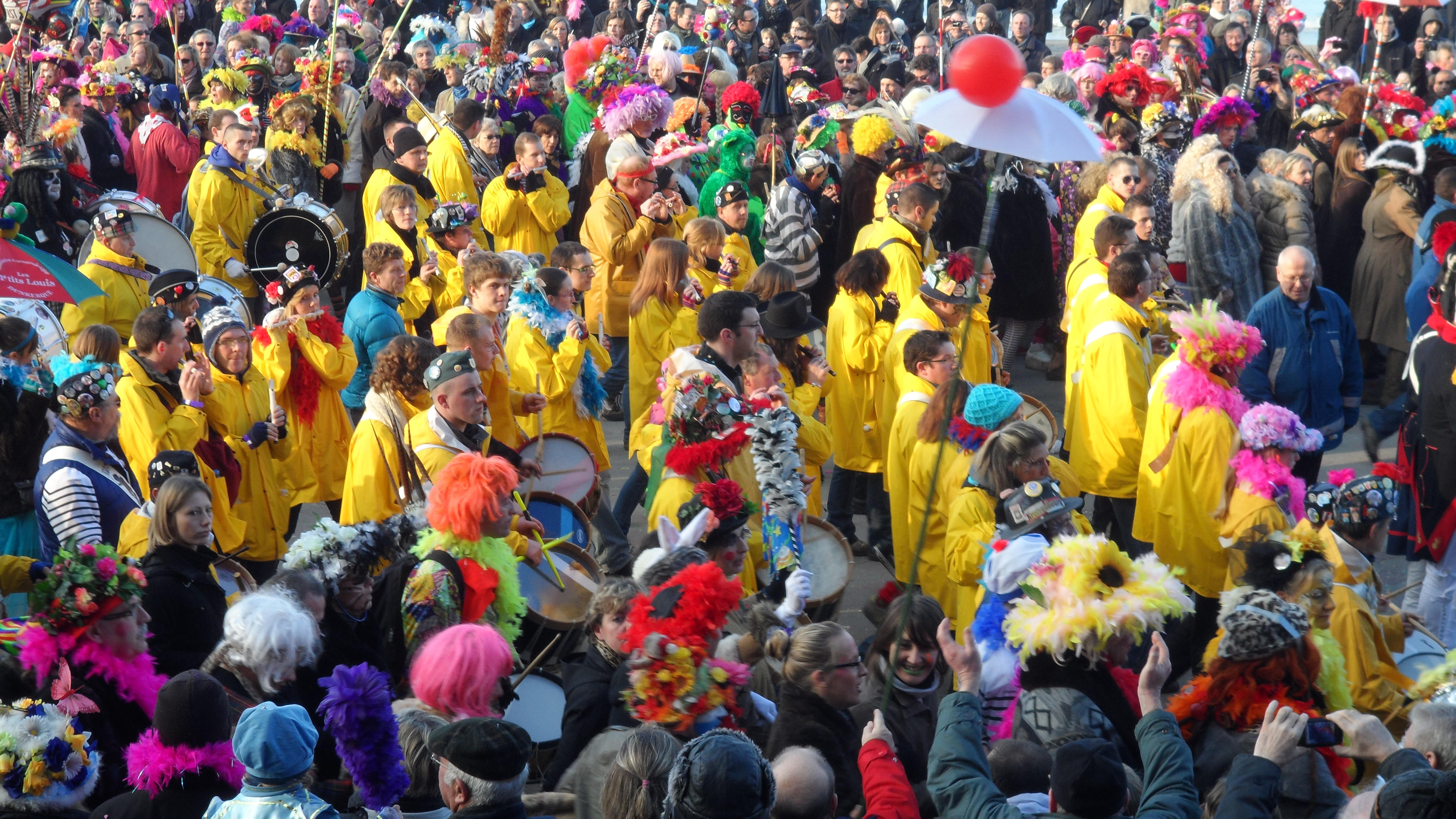
短笛和鼓的"樂團"
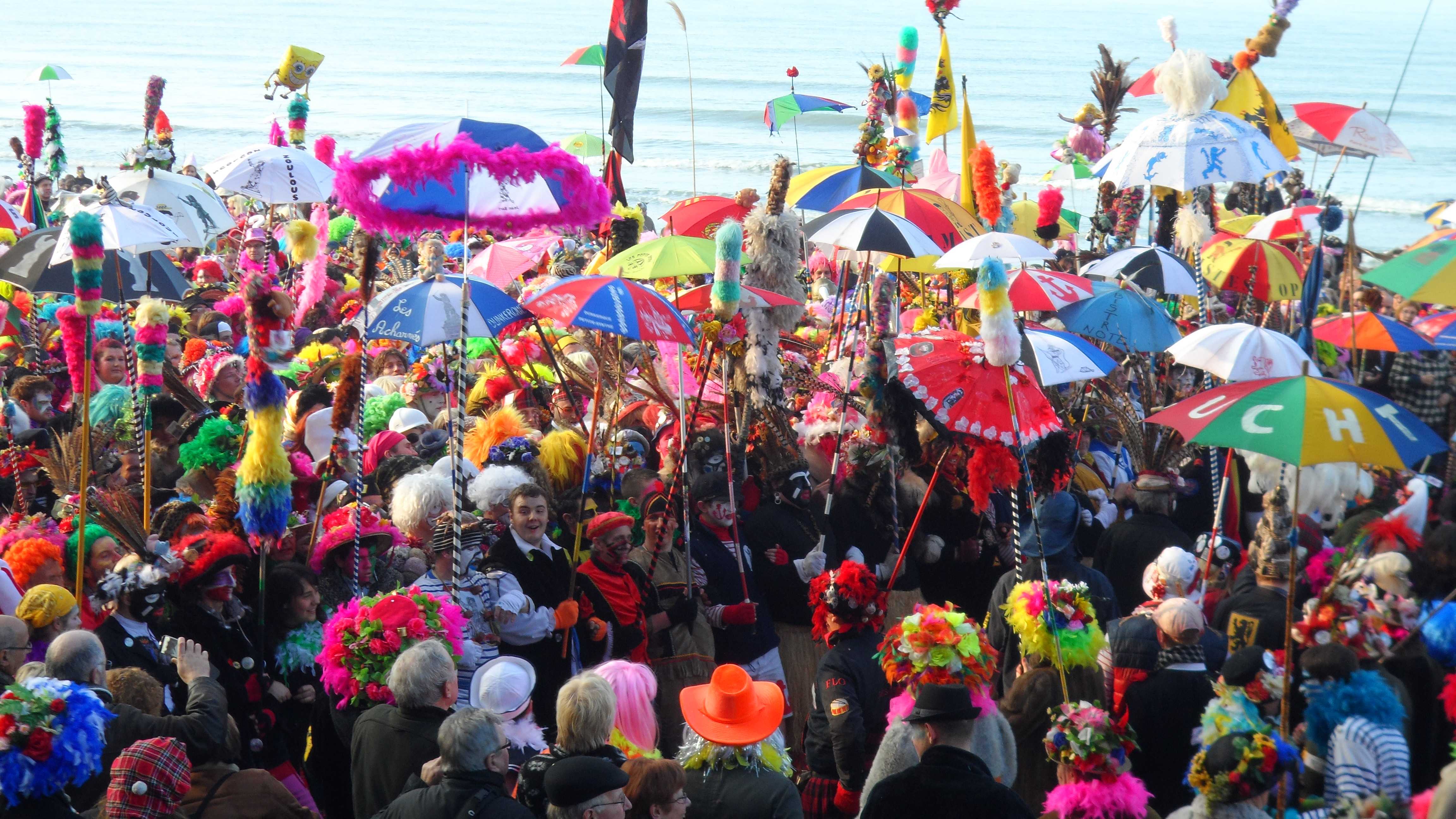
第一線